# 박태진 (가수)
박태진(1990년 7월 3일 ~ , 서울특별시 출생)은 대한민국의 가수이다. 2009년 Mnet 슈퍼스타 K에서 4위를 하여 에스컴퍼니와 계약을 맺고 〈구해줘〉로 정식 데뷔를 하였다. 하지만, 데뷔 노래를 발표해놓고도 활동을 제대로 하지 못했는데, 소속사 측은 인대 부상 때문이라고 발표하였다.

## 음반 목록

### 디지털 싱글
- 《구해줘》 (2009년 12월 29일)

1. 구해줘
2. 13월의 겨울
3. 구해줘 (Acoustic Ver.)
4. 구해줘 (Inst.)
5. 13월의 겨울 (Inst.)

### 참여 음반
- 《Love》

1. I Love You (Vocal. 슈퍼스타K Top10)
2. 안녕이라고 말하지마 (Vocal. 박태진)

- 제중원 OST

1. 나 바람 그대

## 뮤직비디오
- 슈퍼스타K Top10 - I Love You (Teaser)
- 슈퍼스타K Top10 - I love You
- 구해줘

## 출연 작품
- 2009년 《슈퍼스타 K》(Mnet)
- 2009년 《슈퍼스타K 끝나지 않은 이야기》(Mnet)
- 2009년 《길잃은 고양이 단독공연 & 락사모 2009 마지막 파티》 (공연)